# Société romaine
La société romaine antique (societas hominum) s’organise selon une hiérarchie strictement définie, où chacun a son rang qui lui définit ses droits et ses devoirs.
On ne peut que parler de classe sociale, car les clivages ne sont pas strictement socio-économiques, mais sont basés sur un droit ou statut des hommes, individuellement ou collectivement. La place d'un homme est définie par sa fonction dans la hiérarchie des institutions et des lois, autant que par sa richesse et bien plus par son origine. C'est une association basée sur le droit et l'intérêt commun. La société romaine met en place, dès le VIe siècle av. J.-C., le cens, une sorte d'état civil. Sous la monarchie romaine existaient deux classes principales, les nobles et le peuple (populus), outre les esclaves et les non-citoyens. Après l'instauration de la République, la société romaine se définissait elle-même comme une société d'ordres (ordines) implacablement stratifiée. Les possibilités d'ascension dans l'échelle sociale étaient réelles, même si la quasi-totalité de la population restait très pauvre. Pendant près d'un millénaire, Rome allait cependant évoluer et ses structures sociales se modifier pour donner naissance à la société médiévale.

## Statut

La toge romaine était la tenue distinctive des hommes romains, les femmes portaient des stolas. Une tunique (tunica) était portée sous la toge (toga). Les pauvres, les esclaves, et les enfants portaient seulement des tuniques.

Pour décrire la position d'une personne dans le système romain, on distingue trois statuts différents. L'homme est-il libre ou esclave, l'homme est-il à la tête d'une famille, l'homme est-il citoyen ?

### Status libertatis
Le statut social et juridique des esclaves dans la Rome antique a varié selon les époques. Le droit archaïque (ius civile Quiritium) était d'inspiration patriarcale ; l'esclave vivant dans les mêmes conditions que son maître et famille. Après l'afflux d'esclaves provoqué par l'expansion territoriale du IIIe siècle av. J.-C., le commerce et l'exploitation des esclaves a été plus dur : l'esclave ne devenant plus qu'une chose (servi pro nullis habentur).
Les affranchis avaient un statut intermédiaire spécifique : ils bénéficiaient des droits civils et politiques attachés à la citoyenneté, à l'exception du droit d'être élu magistrat. Leurs fils, en revanche, devenaient des citoyens à part entière.
Les hommes nés libres (ingenui) pouvaient alors être :
- Étrangers :
  - Pérégrins (peregrini) hommes libres, citoyens dans leur communauté (civitas), mais étrangers pour les Romains, et soumis à la capitation. Le ius gentium (droit des gens) s'appliquait à eux, plutôt que le ius civile, réservé aux citoyens.
  - Citoyens (cives)
  - barbares externes
  - déditices : pérégrins appartenant à une tribu vaincue ou révoltée contre Rome[2]
- Citoyens latins (Latini) à partir de -338, disposant de droit inférieur et jusqu'à l'édit de Caracalla de 212, année de la généralisation de la citoyenneté romaine.
- Citoyens romains

### Status civitatis
Selon le droit romain (ius civile), seuls les citoyens romains ont les pleins droits civils et politiques. Ces statuts se sont créés et modifiés suivant les époques (voir la partie historique de cet article pour plus de détails).
Le citoyen qui peut l'être de plein droit est le citoyen romain et peut faire partie de
- La nobilitas après la Lex Hortensia en -287, d'origine patricienne ou plébéienne, famille ayant un consul dans leurs ancêtres.
  - Patriciens remplacés par les Patrices par Constantin Ier.
  - Chevaliers de l'ordre équestre, classe de militaires et de commerçants, son appartenance est définie par l'argent (cens). Les equites forment la classe des militaires-magistrats et des commerçants riches.
  - Sénateur de l'Ordre sénatorial, leur nombre est fixé et ne dépend pas que du cens. Les senatores forment la classe des riches propriétaires terriens.
  - Décurions et l'ordre décurional sous l'empire.
- Plébéiens dont les proletarii sont les membres de la classe laborieuse.

Le citoyen latin n'est que plébéien.

### Status familiae
Le status familiae est le statut de la femme, de l'individu dans la famille. Les Patres familias ont toute l'autorité dans la famille (patria potestas), et chacun est soumis à lui sur la base de l'« adgnatio » (parenté seulement du côté du père). Les alieni iuris (personnes soumises complètement à l'autorité) et les sui iuris (les personnes autonomes, et celles qui peuvent prétendre au pater familias). Les fils de famille Filius familias ont le ius suffragii et le ius honorum, mais ce droit reste limité à la volonté du patriarche.

### Autres distinctions
Les Honestiores vivent dans les Domus, les Humiliores dans les Insulae. La distinction entre Honestiores et Humiliores date de l'Empire.

## Historiographie
En l'absence de documents écrits, les sources de la période monarchique sont surtout basées sur la tradition, donc parcellaires et sujettes à caution. Les seules sources objectives viennent de l'archéologie.
La societas hominum de la république romaine a été décrite par de nombreux auteurs antiques pendant plus d'un demi-millénaire comme une association basée sur le droit et l'intérêt commun. Les autres termes utilisés comme pactus ou concordia montrent pourquoi les notions de droit et de clivage étaient des notions fondamentales et au centre de la politique romaine pour les auteurs antiques. Ces auteurs, pour la plupart d'origine aisée, n'ont pas nécessairement décrit la société réelle, mais la société telle qu'eux la percevaient et telle qu'ils désiraient la promouvoir. Les informations pour décrire la vie des plus nombreux, c’est-à-dire des paysans qui représentaient 95 % de la population, sont données par des informations indirectes ou des données archéologiques.
Caton l'Ancien, plus tard Cicéron, Appien, Tite-Live dans des registres différents décrivent l'ère des crises.

## Histoire des groupes sociaux de la Rome antique

### Naissance du patriciat
Contrairement à ce que nous disent les sources antiques, il n'existait pas à l'origine de division plébéiens - patriciens mais une division basée sur le clientélisme qui était présente dans toute l'Italie mais aussi dans le monde gaulois[réf. nécessaire]. La civilisation était pastorale. Les curies (curiae) forment des petites assemblées de villages basées sur les collines de Rome comme ailleurs en Italie. Ces assemblées vont se coaliser au IXe siècle av. J.-C. - VIIIe siècle av. J.-C., et ont pour représentants les gentilices. À partir du VIIIe siècle av. J.-C. l'Italie entière se transforme, les Grecs installent des colonies, les Étrusques étendent leur royaume vers le sud, le commerce s'intensifie, l'agriculture se transforme, de nombreuses villes se créent, tandis que les communautés villageoises ont tendance à régresser. Les antiques dateront de -750 la naissance de Rome, à la croisée des nouvelles routes commerciales. Une assemblée d'anciens (senes) (homme mûr) et Patres, ayant autorité sur les membres de leur famille mais aussi sur le plus grand nombre possible de clients, dirige. Les Patres nomment un roi (rex), provisoirement doté du pouvoir durant l'Interroi (cette pratique durera même sous la République, entre les élections de consuls.). Les auspices restaient aux mains des patres. Le concept de patricien, ceux qui descendent des patres, a dû se constituer à cette époque, et se place au-dessus des Quirites formant ainsi une noblesse. Le clientélisme permettait à ces patriciens, les gentes (principes ou hegemones suivant les auteurs) d'organiser des forces militaires et faire des coups de main contre l'ennemi extérieur. Et finalement dans l'ensemble de l'Italie, les rois (reges) reçoivent leurs charges de façon héréditaire, tandis que les principes par absorption des vaincus forment des clientèles toujours plus grandes. Les Comices curiates, assemblée dominée par le clientélisme, validaient les propositions des rois.

### Naissance de la plèbe
Au VIIe siècle av. J.-C., à Rome, le roi (rex) Tullus Hostilius crée les curiae novae, non pas sur des origines toponymiques ou ethniques, mais en s'appuyant sur les gentilices.
Dès le VIe siècle av. J.-C., Rome est la plus grande ville de l'Italie. Les armées les plus puissantes sont organisées en phalange d'hoplites, soldats pédestres lourdement et uniformément armés et protégés. La cavalerie, et plus particulièrement les chars, apanage des gentilices, est marginalisée par ce type de formation militaire. D'autre part, ces mêmes gentilices ne sont plus en mesure d'aligner et surtout d'équiper un nombre suffisant d'hoplites pour pouvoir lutter contre des cités étrusques s'appuyant sur une population (étrusque : demos) nombreuse. Rome est alors conquise par les Étrusques qui vont doter la ville d'infrastructures nombreuses, temples, ports, bâtiments publics, adductions d'eau, et c'est par milliers que des étrangers viennent s'installer à Rome.
Pour pouvoir résister aux invasions extérieures, les rois étrusques de Rome vont chercher à créer leur propre armée d’hoplites. Ils vont y intégrer les nouveaux venus non soumis aux liens exclusifs clients-patrons, et en intégrant des hommes pour lesquels ce lien se distend. Ces hommes se liguent alors en sodales par la fides pour défendre la cité. Cette relation est fondamentale. Les inscriptions tombales indiquent à cette époque une très forte mobilité géographique et sociale dans toute l'Italie différente de la précédente. Servius Tullius, premier roi non élu et d'origine servile comme son nom l'indique, transforme l'armée et par conséquent le rôle de chacun au sein de la cité. Il change donc le fondement de la société romaine. Comme le niveau d'équipement d'un hoplite dépend de sa fortune, pour connaître le nombre et le type des combattants disponibles, le cens est créé, les Comices centuriates et les Tribus s'occupent de cette tâche. Servius Tullius va jusqu'à distribuer l'ager publicus, c'est la première réforme agraire.
L'armée est à la fois une force politique et militaire. Le poids politique de l'homme reste proportionnel au cens, c’est-à-dire au degré de fortune. On dénombre :
- Les juniores (moins de 46 ans) et les seniores (plus de 46 ans) formant la classe centurie en groupe de 100 hommes, mais les patriciens, regroupés en six centuries équestres, passent à 18 et restent politiquement prépondérantes
- L'infraclassis formé par les plus pauvres ou proletarii. Certaines activités, pour raisons religieuses, sont considérées comme inférieures : la céramique et le travail du bronze sont réservés à cette population.

D'autre part, les nobles étrusques, la minores gentium sont intégrés à la classe patricienne, ce qui permet au roi étrusque d'avoir une plus grande écoute au sénat.
Le régime des rois étrusques va faire aussi prendre conscience aux Romains de la notion de corps civiques, en dehors du contrôle exclusif et très local de l'aristocratie. D'autre part les relations religieuses qui sous-tendent la relation client-patron s'étiolent, le culte des ancêtres s'est transformé en culte des héros. Le populus va prendre conscience qu'il forme la plèbe et les institutions reconnaître son existence et sa fonction subalterne.
La population, dès lors augmente constamment, 80 000 citoyens (cives) sous Servius, 130 000 en -508, 157 000 en -498[réf. nécessaire]. Après la chute de la monarchie romaine en -509, il se forme une oligarchie et des magistrats patriciens succèdent aux rois. Selon certaines sources, le consulat n'est pas une institution latine, car l'habitude à la chute de la royauté était plutôt d'instituer un magistrat unique ayant un pouvoir immense mais pour une durée limitée. Aujourd'hui encore, les historiens ne savent pas d'où peut provenir l'idée d'un pouvoir partagé à l'identique entre deux consuls pour une durée faible. L'idée romaine qui est à l'origine de la création de la République romaine, semble donc profondément originale.

### Suppression du caractère ethnique
Les institutions de la République romaine sont organisées telles que nous les connaissons par étapes sur plusieurs générations, sous l’effet de l’antagonisme entre les patriciens et les plébéiens :
- en -494, refusant le service armé, luttant pour leur subsistance autant que pour leur droit et leur liberté (suppression du nexum) les plébéiens menacent de faire sécession et de fonder une cité rivale de Rome s'ils n'acquéraient pas de nouveaux droits politiques. Les patriciens leur concèdent deux nouvelles magistratures, les tribuns de la plèbe et les édiles de la plèbe, élus par le consilium plebis puis par les comices tributes et chargées de les représenter et de défendre leurs intérêts. Les tribuns n'ont cependant pas les mêmes pouvoirs que ceux des consuls, mais disposent d'un droit de véto.
- En -486, la liste des Fastes consulaires est fermé aux non patriciens. Cette période appelée guerre des ordres, décrit la période d'intégration civique jusqu'aux lois démocratiques des années -300 sur fond de réforme agraire, de révoltes politiques et de menaces extérieures. En -338, à la suite des guerres latines, une sous-citoyenneté est concédée au Latins.
- À partir de -480, une crise économique permet à la gentilice d'occuper exclusivement les postes de magistrature et de sacerdoce.
- En -451, les plébéiens exigent que les lois appliquées par les préteurs soient écrites et publiées, au lieu d’être à la discrétion des préteurs. Un collège d’anciens magistrats, les decemviri rédigent et font graver la Loi des Douze Tables, applicable à tous, qu’ils soient patriciens ou plébéiens.
- En -444, les plébéiens obtiennent l’accès à la magistrature suprême, que les patriciens transforment en tribunat militaire à pouvoir consulaire. De surcroît, les patriciens se réservent une nouvelle magistrature, le censeur, et les fonctions de questeurs
- En -367, les tribuns militaires à pouvoir consulaire Sextius Lateranus et Licinius Stolo font rétablir le consulat, à parité entre un consul patricien et un consul plébéien. Mais les pouvoirs du consul sont limités et ne s’exercent pleinement que hors de Rome. L’administration de la ville échoit à de nouveaux magistrats, les édiles et les préteurs.

Les nouvelles tribus formées sur les terres nouvelles prises par Rome, sont utilisées aux bons vouloirs des magistrats patriciens. Le type de clientélisme change, les hommes bénéficiant des redistributions de terre, prises à l'ennemi, deviennent clients, par reconnaissance, des magistrats chargés de distribuer l'ager publicus. Ces terres ne sont plus regroupées par gentilice comme autrefois et finissent par appartenir en propre aux occupants. Les anciens petits propriétaires terriens et le peuple (populus) urbain supportent principalement l'effort de guerre sans bénéficier des retombées. Une grande partie d'entre eux tombe dans l'indigence et sont sous la menace du nexum, une garantie faite par un créancier à un débiteur à l'époque romaine. Des plébéiens riches accèdent aux statuts de patriciens, et certains patriciens s'intéressent à des activités économiques proprement plébéiennes. Et surtout les lois sont fixées par écrit et des magistrats tant plébéiens que patriciens les appliquent d'une manière moins aléatoire.
Il faut sûrement voir dans l'opposition plébéien-patricien une opposition entre une aristocratie antique et des plébéiens riches qui forment avec les nobiles et les Optimates une nouvelle aristocratie pro bono. Ces plébéiens riches peuvent être des romains d'origine, des affranchis enrichis mais surtout des riches familles alliées ou même des terres conquises. Le nexum disparaît, les patriciens perdent leurs prérogatives, mais une nouvelle forme de clientèle émerge, beaucoup moins dépendante de son patron. La place dans la cité ne dépend plus de la naissance mais bien de la fortune.

### Impérialisme romain
Le IIIe siècle av. J.-C. est plus tranquille et correspond à la fondation des 22 colonies romaines dites latines, des municipes latines et à élaboration de l'Italie par subjugation. Avec les conquêtes, l’organisation de la fiscalité sur les populations soumises élargit le champ des recensements. Les classes favorisées ayant accès à la magistrature accumulent de grandes richesses. L’État est lui, à cause des guerres puniques, complètement ruiné. L'esclavage qui, avant le IIIe siècle était peu répandu et de type patriarcal, allait fortement changer puisque les esclaves forment entre 15 et 20 % de la population au IIe siècle av. J.-C. Surtout présents dans les zones rurales, au sein des Latifundia, les esclaves n'ont plus aucun droit. Les esclaves ne manquent pas, les vaincus étaient systématiquement réduits à l'esclavage. Tandis que les liens de clientélisme et d'intérêts mutuels des nobilitas couvrent vite l'ensemble de l'Italie, le paysan-soldat, petit propriétaire avec la redistribution plus juste de l’ager, intégré politiquement, devient le pilier de la république. Mais les guerres puniques, en éloignant ces paysans de leurs terres pendant de longues durées, et en causant de grandes pertes humaines (6 % de la population) et financières par le pillage systématique vont mettre à mal ce modèle.
D'autre part, la citoyenneté se dérive en de nombreux statuts dépendant de la façon dont les zones sont conquises ou absorbées. Rome devient dépendante, et surtout, les troupes étrangères représentent plus de la moitié de l'effectif de son armée. Les relations très défavorables aux populations non latines, et même aux populations latines vis-à-vis de la population romaine, attisent d'autres tensions. La défection de nombreuses régions lors de la deuxième guerre punique en est l'illustration.
En -219/-218, par plébiscite et contre l'avis du sénat, les sénateurs et les chevaliers se partagent les ressources économiques pour essayer d'encourager les plus riches (les sénateurs) à poursuivre la carrière politique ou militaire et à ne pas monopoliser les ressources économiques et la clientèle. D'après la Lex Claudia, les sénateurs n'ont plus le droit, officiellement, de faire du commerce. C'est vers -129 que le jeune nobiles doit choisir de suivre la carrière des honneurs (cursus honorum) et d'accepter le cheval public ou de devenir sénateur s'il en a les moyens. Cette loi, en fait, pose l'existence de l'ordre équestre qui n'allait devenir ordre officiel que sous Auguste.

### Ère des crises
À la fin de la deuxième guerre punique, se déclenche la crise qui couvait. Le sénat décimé (80 morts sur 300) est reconstitué avec des individus préoccupés par l'augmentation de leur fortune et moins soucieux de l'intérêt public ; ils confisquent et occupent l’ager publicus. Les limitations des propriétés à 500 iugeras ne sont plus du tout respectées. Les petits propriétaires paysans-soldats, dont les terrains étaient négligés à cause de la guerre, se trouvent ruinés d'autant plus qu'ils n'ont plus la possibilité d'utiliser les terres publiques pour leur bétail. Les classes les plus riches achètent les terres des paysans ruinés et augmentent ainsi la taille de leurs propriétés qui se spécialisent. La production de blé devenant même anecdotique face au vin et à l'olive. Peu à peu, les consulats et autres magistratures se transmettent de la main à la main, la fermeture politique observée vers -480 se reproduit. Le sénat passe, en -129, de 300 à 900 membres, les nouveaux membres étant issus de l'ordre équestre, diluent le pouvoir des anciennes familles, ce qui brise, pour ces nouveaux sénateurs leurs liens de client vis-à-vis des anciennes familles patriciennes. Les deux ordres ne se réconcilient pas pour autant, leurs intérêts financiers étant trop différents. Certains chevaliers n'hésitant pas à dénoncer l'incompétence ou les malversations de certains sénateurs, c'est la « discorde des ordres ».
D'autre part, les résidents pauvres de Rome ne désirent plus s'expatrier pour devenir paysans aux confins de l'empire. La réforme agraire, soutenue par les chevaliers mais refusée par les sénateurs, ainsi que les mesures connexes, est abandonnée. Les réfugiés économiques viennent grossir la populace urbaine. La situation économique de la plèbe s'aggrave aussi (les guerres serviles). La situation des esclaves s'améliorera à la suite de ces révoltes légèrement vers le Ier siècle av. J.-C. La situation des Latins et autres Italiens comme citoyens de seconde zone provoque la révolte de ceux-ci, c'est la Guerre sociale. Les Italiens obtiendront la citoyenneté latine en -89, le corps civique passe alors de 436 000 hommes en -86 à 910 000 en -70. Le bouleversement politique qui s'ensuit, entraîne coups d'État, plébiscites et conflits entre les Optimates et populares. Une longue et progressive évolution de l'armée romaine conduira à une nouvelle forme de clientélisme, du soldat en faveur de son général, qui veille aux intérêts de ses soldats. En cas de victoire, les primes deviennent substantielles. Une fois démobilisés, ils sont faits citoyens et reçoivent un lot de terre. Il en suivrait une massive délocalisation des Italiens, principales recrues de l'armée, qui n'hésitent pas car l'enrichissement est certain. Cette politique poussera les Romains à conquérir le « monde connu ». Le flux d'esclaves compense la perte de la main-d’œuvre libre.
Rome passe de 200 000 habitants en -200, à 400 000 habitants au IIe siècle av. J.-C. et à plus de 750 000 à la fin du Ier siècle av. J.-C., l'exode rural témoignant des difficultés des plus pauvres.

### L'avènement des empereurs
Les anciennes institutions perdent peu à peu leur crédit vis-à-vis des Romains et surtout des provinciaux pour de nombreuses raisons. Par exemple, la corruption est manifeste et la pollicitation fausse les votes. Les principaux généraux Sylla et Marius, puis Jules César, Marcus Licinius Crassus, et Pompée, enfin Auguste, Lépide et Marc Antoine, s'appuyant sur une clientèle nombreuse, maîtrisant les ressources des provinces, se combattent alors pour le pouvoir au cours des guerres civiles. Les plus riches sénateurs sont décimés par la proscription triumvirale. Jules César, à l'origine patricien ruiné, populiste, est le premier à recourir à l'affranchissement massif pour obtenir l'appui du peuple, qui s'il n'a plus de pouvoir direct sur les décisions de la République, en garde au travers des généraux qu'il soutient. Les plus riches, par la sécurité tant économique que politique mise en place, sont également fidèles au pouvoir personnalisé par l'empereur. Auguste, réussit à fédérer les masses et les élites tout en gardant les institutions, vidées de leur contre-pouvoir politique en place. Auguste élabore une série de mesures législatives pour stabiliser la position des plus riches et offrir de réelles chances de promotion aux plus méritants (même un esclave peut théoriquement devenir empereur par restitutio natalium). Il rend son faste à l'ordre sénatorial et à l'ordre équestre. Un nouvel ordre de petits fonctionnaires provinciaux se crée, l'ordre décurional. L'ordre augustal est destiné aux affranchis riches, juste en dessous d'un niveau de dignitas à celui du précédent. Auguste fait des hommes de l'Empire ses clients, en substituant le culte aux Lares, culte aux ancêtres, à celui des lares augusti, culte de l'empereur, les patrons traditionnels devenant des patrons intermédiaires, et l'empereur devient donc l'évergète principal, d'où les Largesses impériales, annone, Congiaire… En 38, Caligula rend le statut des sénateurs héréditaire, alors que celui des chevaliers reste censitaire. La rupture entre l'ordre sénatorial et équestre est définitive. Claude Ier en 48 autorise (pour Tacite) que les notables municipaux accèdent au sénat. Au IIe siècle, la dignité sénatoriale est étendue à toute la famille. Les chevaliers, souvent compétents, se voient chargés de fonctions militaires et administratives sans être corsetés par le cursus honorum. Comprenant comment ils pouvaient tirer parti de la situation, les sénateurs, à partir de Trajan, occupent avec plus de compétence leurs fonctions de magistrats. Il est indéniable cependant qu'à partir du IIIe siècle les sénateurs perdent de leur influence, les chevaliers militaires faisant de meilleurs Césars que les sénateurs, et les chevaliers qui avaient commencé leur carrière en étant locataires du Fisc étaient de bien meilleurs administrateurs. Les membres de l'ordre décurional, associés aux intérêts de l'empire, s'opposaient souvent, eux, aux intérêts des humiliores.

### La fermeture sociale
À partir du IIIe siècle, la différence entre honestiores et humiliores s'accentue juridiquement et socio-économiquement mais surtout la ségrégation devient hermétique. Dans le premier groupe, on retrouve les trois ordres (sénatorial, équestre, décurional) ainsi que le clergé et certaines professions nécessitent des fonds. La mobilité sociale n'est permise que pour quelques chevaliers militaires et juristes du fait de la militarisation de l'état. Au IVe siècle, les statuts deviennent strictement héréditaires. Sous Constantin, l'ordre équestre est absorbé par l'ordre sénatorial, créant une noblesse unique : les Patrices. Les décurions les moins fortunés, accablés d'impôts pour l'état et l'église, se précarisent et deviennent humiliores. Les humiliores sont encadrés par des corporations professionnelles au service de l'empereur. La société romaine s'était transformée en société monarchique, plus ou moins comparable à celle du Moyen Âge.

## Les femmes
La coutume romaine donnait originellement le même statut aux femmes que celui des enfants : elles étaient soumises au chef de famille (pater familias en latin, parfois en un seul mot paterfamilias), qu'il soit père ou mari, de la même manière qu'un enfant. Elles étaient destinées à être femme et mère. Ce cadre était en fait religieux. Sortir de ce cadre, comme commettre un adultère, c'était se révolter contre les dieux du foyer. Une fois veuve ou divorcée, la femme rentrait au domicile du père, toujours pour honorer les dieux du foyer. Dans l'hypothèse où la femme devait ou choisissait de rester seule, elle ne dépendait plus des dieux du foyer et par conséquent pouvait faire les mêmes choses qu'un homme libre.
Chez les plus riches, le mariage était en général arrangé pour des raisons sociales et économiques. Les filles étaient mariées très jeunes, entre 12 et 14 ans. Le mari, supposé prendre soin de sa femme, était en général un peu plus âgé et d'une condition sociale égale ou supérieure à celle de l'épouse. À leur mariage, elles ne changeaient pas de gentilice. En public, les romaines tentaient d'incarner beauté et dignité. La monogamie était de règle.
Certaines filles étaient destinées à devenir vestale. Elles étaient choisies pour ce rôle à l'âge de 2 ans[réf. nécessaire]. Selon une tradition que les Romains faisaient remonter à l'enlèvement des Sabines, les patriciennes étaient dispensées de tout travail domestique ou agricole, excepté de filer la laine et d'élever les enfants.

## Les enfants

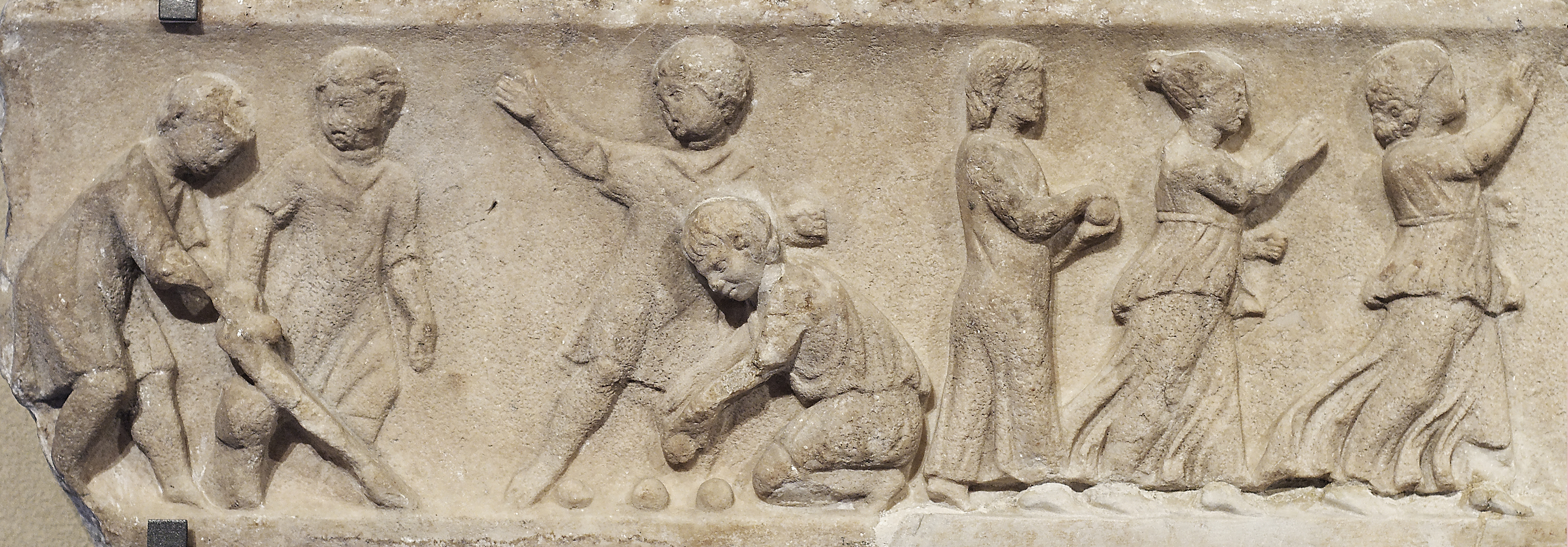
Enfants jouant à la balle. Marbre, œuvre romaine du deuxième quart du IIe siècle de notre ère, provenance inconnue. Musée du Louvre, Paris.

Les romains avaient dans toutes les classes sociales beaucoup d'enfants. Le statut des enfants étaient bien sûr différent de leur statut actuel. L'enfant ne recevait un nom qu'après 8 jours si c'était un garçon, et 9 jours si c'était une fille.
À la naissance d'un enfant, le père a droit de vie et de mort sur le nouveau-né. Il faut présenter l'enfant au père, ou attendre que celui-ci revienne s'il est absent. On dépose l'enfant devant le père. S'il le relève, le père le reconnaît et le juge valide, si le sexe de l'enfant lui convient, l'enfant vivra. S'il le laisse à terre, il est tué ou il est exposé, dans la rue où la mort ou l'esclavage l'attendent.
Jusqu'à 7 ans, les bambins sont dans le stade de l'infantia, l'enfance. Ici, ils ne savent pas encore faire de raisonnement. À partir de 7 ans, le bambin n'est plus un enfant et entre dans la pueritia. Ici, il peut avoir un pouvoir juridique. Il porte une toge claire bordée d’une bande pourpre, rappelant celle des consuls. Ce vêtement montre que le but du puer est de devenir un citoyen. Il porte également une bulla : c'est une petite capsule qui contient des amulettes protectrices que l'on met autour du cou. Entre 15 et 17 ans, l'enfant devient majeur. Il change de toge, il porte une toge blanche toute simple, et ne porte plus la bulla. Si son père est toujours vivant, il est dans sa patria potestas. Sinon il est sui juris. Le fils est en situation difficile par rapport à son père. Il est tributaire du bon vouloir du père de famille, le pater familia. Pour autant, son autonomie s’accroît au fil du temps. À la fin de la république, il peut contracter des dettes sans engager son père. Son service militaire joue un grand rôle dans son émancipation. Le butin appartient en propre au fils. À partir de l'empereur Constantin au IVe siècle, les fils peuvent hériter directement de leurs mères quand elles possèdent des biens propres. À la mort du père, les fils deviennent des pères de famille. L’aîné des fils a une prédominance de statut, mais aucune autorité.
Un foyer sans fils peut en adopter un. L'adoption était une pratique très répandue.
Toutes les ordines considérant l'éducation comme importante, les urbains envoyaient leurs enfants à l'école, les plus riches avaient des précepteurs.

## Les esclaves
L’esclave est désigné comme Instrumentum vocale, c’est-à-dire comme un outil doué de parole. Le droit de propriété s’exerce sur l’esclave car il est rangé dans la catégorie des biens. Ainsi, un esclave peut appartenir à une cité ou à une personne privée. Il peut appartenir à plusieurs maîtres différents. On peut le battre et on a le droit de vie et de mort sur lui. L’enfant d’un esclave appartient à son maître.
La guerre est le principal moyen de se fournir en esclaves. Les esclaves les plus précieux sont ceux venus d’Orient et les Grecs. Des marchés aux esclaves sont très fréquents.
La condition des esclaves est dure. On les utilise pour des tâches pénibles, dangereuses et on veut les utiliser au maximum de leur rendement. Les esclaves dans les mines, par exemple, ont des conditions de vie abominables où l’espérance de vie est très réduite. La loi tend à adoucir le traitement des esclaves. Sous Tibère, les maîtres n’ont plus le droit d’envoyer leurs esclaves aux bêtes. Claude instaure le fait que les esclaves abandonnés par leurs maîtres peuvent être considérés comme affranchis. Les juristes interdisent de punir sans motif et le châtiment doit être proportionnel à la faute.
Tout le monde a un esclave, comme des légionnaires. Les plus puissants des romains peuvent en avoir un millier. Mais lorsqu’on en possède beaucoup, il y a des risques de révoltes serviles. Pour punir les révoltés, on les crucifiait.